# Turning to Crime
Turning to Crime ist das 22. Studioalbum der britischen Hard-Rock-Band Deep Purple. Es wurde am 26. November 2021 weltweit veröffentlicht und ist das erste Studioalbum von Deep Purple, das ausschließlich aus Coverversionen besteht.

## Hintergrund
Deep Purple hatten seit ihrer Gründung 1968 bereits mehrfach Coverversionen von Songs aufgenommen, was insbesondere für die sogenannten Mark-I-Besetzung (1968–1969) galt: Hush von Joe South, Help! und We Can Work It Out (Beatles), Kentucky Woman (Neil Diamond) oder River Deep, Mountain High (Ike & Tina Turner) wurden von dieser Besetzung aufgenommen. Die aktuelle Besetzung der Band nahm 2017 eine Coverversion des Liedes Roadhouse Blues (The Doors) für ihr Album Infinite auf.
Turning to Crime entstand 2021, als die beteiligten Musiker, bedingt durch die COVID-19-Pandemie, nicht gemeinsam arbeiten konnten. So nahmen die Bandmitglieder, mit Ausnahme von Ian Gillan, ihre Beiträge in ihren jeweiligen Heimstudios auf. Gillans Gesangsaufnahmen erfolgten in den Real World Studios. Produzent Bob Ezrin gab den Anstoß zum Album, als er die Bandmitglieder fragte, welche einfache Möglichkeit es gebe, Musik aufzunehmen, wenn man nicht gemeinsam arbeiten könne.
Für Keyboarder Don Airey war es eine besondere Herausforderung, seine Parts selber aufzunehmen, da er dies in der Vergangenheit noch nie getan hatte. Er beschrieb den Prozess der Aufnahmen als sportliche Herausforderung:

„Die Hauptschwierigkeit bestand darin, dass das Aufnahmegerät auf der einen Seite des Raumes stand und das Klavier, die Hammond-Orgel, auf der anderen Seite. Also habe ich das Gerät auf Aufnahme gestellt und hatte 9 Sekunden Zeit, um zu rennen, Kopfhörer auf und Mist, neun Sekunden verpasst. So bin ich auch ziemlich fit geblieben.“

Mit Turning to Crime (deutsch: ‚sich dem Verbrechen zuwenden‘) sei die Band „zu Kriminellen geworden“, da das Album ausschließlich Coverversionen enthalte.

„Es ist in gewisser Weise ein Verbrechen für Purple, Lieder zu covern. Wir stehlen die Lieder, dann spielen wir mit ihnen herum, und dann geben wir sie zurück.“

Die Vorlagen sind Lieder der 1950er, 1960er und 1970er Jahre – neuere Titel sind nicht vertreten.

„Es gab den Vorschlag, dass wir auch Lieder der letzten 15 und 20 Jahre nehmen könnten. Aber es ist schwer, da irgendwas zu finden, was uns gefallen hat. Ich will nicht der alte Typ sein, der sich über neue Musik beschwert, aber sie ist scheiße.“

## Titelliste
| Nr. | Titel | Original                                                                                                  | Länge |
| --- | --- | --- | ----- |
| 1.  | 7 and 7 Is                                                                                                  | Love | 2:28  |
| 2.  | Rockin’ Pneumonia and the Boogie Woogie Flu                                                                 | Huey „Piano“ Smith                                                                                        | 3:15  |
| 3.  | Oh Well | Fleetwood Mac                                                                                             | 4:31  |
| 4.  | Jenny Take a Ride!                                                                                          | Mitch Ryder                                                                                               | 4:36  |
| 5.  | Watching the River Flow                                                                                     | Bob Dylan                                                                                                 | 3:03  |
| 6.  | Let the Good Times Roll                                                                                     | Ray Charles                                                                                               | 4:22  |
| 7.  | Dixie Chicken                                                                                               | Little Feat                                                                                               | 4:43  |
| 8.  | Shapes of Things                                                                                            | The Yardbirds                                                                                             | 3:40  |
| 9.  | The Battle of New Orleans                                                                                   | Johnny Horton                                                                                             | 2:51  |
| 10. | Lucifer | Bob Seger                                                                                                 | 3:45  |
| 11. | White Room                                                                                                  | Cream | 4:53  |
| 12. | Caught in the Act (Medley: Going Down / Green Onions / Hot ’Lanta / Dazed and Confused / Gimme Some Lovin’) | Freddie King / Booker T. & the M.G.’s / The Allman Brothers Band / Led Zeppelin / The Spencer Davis Group | 7:49  |

Abonnenten des Deep-Purple-Newsletters erhalten die Möglichkeit des Downloads für den nicht auf dem Album enthaltenen Titel (I’m) A Roadrunner (im Original von Jr. Walker & The Allstars). Außerdem konnten sie das vollständige Album zwei Tage vor seiner Veröffentlichung in einem exklusiven Livestream anhören.

## Mitwirkende
| Deep Purple - Gesang – Ian Gillan - Gitarre – Steve Morse - Bass – Roger Glover - Schlagzeug – Ian Paice - Keyboards – Don Airey | Weitere - Backing Vocals: Bob Ezrin, Nicole Thalia, Marsha B. Morrisson - Violine: Gina Forsyth (The Battle of New Orleans) - Akkordeon: Bruce Daigrepont (The Battle of New Orleans) - Saxofon: Leo Green (Rockin’ Pneumonia and the Boogie Woogie Flu; Let the Good Times Roll) - Trompete: Matt Holland (Rockin’ Pneumonia and the Boogie Woogie Flu; Let the Good Times Roll) - Percussion: Julian Shank (Lucifer) - Produzent, Abmischung: Bob Ezrin - Mastering: Robert Vosgien |

## Rezeption

### Rezensionen
„Ohne Scheuklappen arbeiten sich Deep Purple durch ein Repertoire vorwiegend amerikanischer Vorlagen, die bis in die fünfziger Jahre zurückreichen, bis auch der Letzte merkt, dass sie nicht nur Hardrock können.“

„Mit dem bisweilen melancholischen und brokatschweren Rock der vergangenen Trilogie bestehend aus ‚Now What?!‘, ‚inFinite‘ und ‚Whoosh!‘ hat ‚Turning To Crime‘ wenig zu tun. Hier regiert die gute Laune in Form von Partyrock mit einem Hang zu ausschweifenden instrumentalen Ausflügen.“

„Die Band präsentiert sich kraftvoll und energiegeladen. Sie fügt den Originalen keinen Schaden bei, sondern verneigt sich respektvoll vor ihnen und schafft es dabei dennoch, sie nach Deep Purple klingen zu lassen.“

„Ein wenig mehr Abweichung von den originalen Arrangements wäre wünschenswert gewesen, um den Kern von Deep Purple noch besser zu treffen.“

### Charts und Chartplatzierungen
| ChartsChartplatzierungen     | Höchstplatzierung | Wochen |
| ---------------------------- | ----------------- | ------ |
| Deutschland (GfK)            | 5 (8 Wo.)         | 8      |
| Österreich (Ö3)              | 5 (6 Wo.)         | 6      |
| Schweiz (IFPI)               | 4 (8 Wo.)         | 8      |
| Vereinigtes Königreich (OCC) | 28 (1 Wo.)        | 1      |

| ChartsJahrescharts (2021) | Platzierung |
| ------------------------- | ----------- |
| Deutschland (GfK)         | 92          |
| Schweiz (IFPI)            | 95          |

## Videos
- 7 and 7 Is auf YouTube, abgerufen am 27. November 2021.
- Rockin’ Pneumonia and the Boogie Woogie Flu auf YouTube, abgerufen am 27. November 2021.
- Oh Well auf YouTube, abgerufen am 27. November 2021.